# Йоханнес Мохамед
Йоханнес Мохамед (амх. ዮሐንስ ሞሐመድ; род. 21 января 1948, Уолло) — эфиопский легкоатлет, специалист по бегу на длинные дистанции и стипльчезу. Выступал за сборную Эфиопии по лёгкой атлетике в 1970-х годах, чемпион Всеафриканских игр, серебряный и бронзовый призёр чемпионатов Африки, участник двух летних Олимпийских игр.

## Биография
Йоханнес Мохамед родился 21 января 1948 года в провинции Волло.
Впервые заявил о себе в лёгкой атлетике на международном уровне в сезоне 1972 года, когда вошёл в состав эфиопской национальной сборной и выступил на летних Олимпийских играх в Мюнхене, где в программе бега на 3000 метров с препятствиями остановился на предварительном квалификационном этапе.
В 1973 году в стипльчезе выиграл бронзовую медаль на Всеафриканских играх в Лагосе.
В 1978 году в беге на 5000 метров одержал победу на Всеафриканских играх в Алжире.
В 1979 году отметился выступлением на VII летней Спартакиаде народов СССР в Москве, где получил серебро на дистанции 5000 метров — уступил только своему соотечественнику Мирутсу Ифтеру. Позднее на чемпионате Африки в Дакаре стал серебряным призёром в дисциплинах 5000 и 10 000 метров, взял бронзу в стипльчезе.
Благодаря череде удачных выступлений удостоился права защищать честь страны на Олимпийских играх 1980 года в Москве — в финале бега на 5000 метров с результатом 13:28.4 закрыл десятку сильнейших.
В 1981 году бежал 5000 метров на Мемориале братьев Знаменских в Ленинграде.